# هينوخوسا ديل دوكوي (قرطبة)
بلدية هينوخوسا ديل دوكوي (بالإسبانية: Hinojosa del Duque)‏، هي إحدى بلديات مقاطعة قرطبة إحدى مقاطعات إسبانيا، و التي تقع في منطقة الأندلس جنوب إسبانيا.
يبلغ عدد سكانها 7.506 نسمة وفقاً لإحصائية سنة (2007).